# Thu Phương
Thu Phương (sinh ngày 9 tháng 10 năm 1972), tên đầy đủ là Nguyễn Thị Thu Phương, là một nữ ca sĩ kiêm nhà sản xuất thu âm người Việt Nam. Sinh ra trong một gia đình không có truyền thống nghệ thuật, từ nhỏ cô sinh hoạt tại Cung văn hoá thiếu nhi Hải Phòng trước khi được đào tạo trở thành diễn viên của Nhà hát Tuổi trẻ, Hà Nội. Không lâu sau, cô là ca sĩ chính của ban nhạc rock Tây Hồ vào cuối thập niên 1980 rồi cùng với tay trống Huy MC thành lập nhóm nhảy Discovery, trở thành cặp đôi vàng của làng nhạc Việt thời kỳ này, đi đầu trong việc giới thiệu văn hóa hip-hop đến với công chúng Việt Nam. Cô giành được nhiều giải thưởng âm nhạc trong thời kỳ Làn Sóng Xanh và một Huy chương Vàng Liên hoan ca múa nhạc chuyên nghiệp toàn quốc năm 1995.
Cuối thập niên 1990, Thu Phương bắt đầu khẳng định tài năng với các dòng nhạc giàu tính thẩm mỹ hơn, đặc biệt là những sáng tác pop ballad của các nhạc sĩ Việt Anh, Trần Quang Lộc, Quốc Bảo, Võ Thiện Thanh, Tường Văn... Giọng ca trầm, ấm, dày, cùng quãng giọng lớn giúp cô sớm được đánh giá là một trong những ca sĩ tài năng nhất của nhạc nhẹ Việt Nam với hàng loạt album phòng thu Thà làm hạt mưa bay (1998), Chào em, chào xinh tươi (2000), Như chưa bắt đầu (2002)... Các album tổng hợp cùng nhiều nghệ sĩ khác như Bốn giọng ca vàng (1997), Tình yêu mắt nai (1999), Tình thôi xót xa vol. 2 (1999), Trọn đời bên nhau (2000)... cũng đều được đón nhận nồng nhiệt. Giai đoạn này cũng giúp Thu Phương xây dựng vững chắc hình ảnh qua nhiều ca khúc trở thành thương phẩm, có thể kể tới "Có phải em mùa thu Hà Nội", "Dòng sông lơ đãng", "Về đây nghe em", "Không còn mùa thu", "Thôi anh hãy về", "Mắt buồn", "Khúc xuân", "Cô gái đến từ hôm qua", "Ngủ ngoan nhé ngày xưa", "Những mùa hoa bỏ lại", "Hoa có vàng nơi ấy", "Bang Bang", "Như chưa bắt đầu", "Xa rồi mùa đông",...
Năm 2003, cô cùng chồng sang Mỹ định cư. Đây là giai đoạn Thu Phương có nhiều biến chuyển về cuộc sống cũng như chuyên môn. Khởi đầu lại với album phòng thu Đêm nằm mơ phố (2004) cùng Trung tâm Thúy Nga và góp mặt trong các đĩa video của chương trình Paris by Night được đánh giá cao, Thu Phương bắt đầu phát triển sự nghiệp âm nhạc đa dạng hơn về sản xuất cũng như phong cách trình diễn. Sau khi ly hôn với Huy MC, nhờ sự hỗ trợ của Clarence Dũng Taylor, cô liên tục nhận được nhiều hoạt động lưu diễn tại Bắc Mỹ, châu Âu và tiếp tục cho phát hành các album phòng thu Thời gian ơi (2005), Em ra đi mùa thu (2006), Điều cuối cùng đợi chờ (2007)...
Năm 2008, lần đầu tiên Thu Phương được cấp phép trở về Việt Nam biểu diễn và sau đó được tổ chức đêm nhạc riêng của mình vào năm 2011. Cô cho phát hành các album phòng thu Hà Nội & tôi (2012), Biển, nỗi nhớ và... em (2013), Phía nào đến chân trời (2014) với nhiều ca khúc thành công nhưng chủ yếu vẫn phát hành tại thị trường hải ngoại như "Hà Nội 12 mùa hoa", "Hai chúng ta". Cô tổ chức chuyến lưu diễn cá nhân đầu tiên Mùa thu của Phương, bắt đầu vào cuối năm 2013. Thu Phương đẩy mạnh các hoạt động thu âm, trình diễn và sản xuất cùng nhiều nghệ sĩ trên toàn quốc, trong đó tham gia chuỗi ba đêm nhạc The Master of Symphony (2015) tại Nhà hát Hòa Bình cùng 4 diva Việt Nam. Tại Việt Nam, cô phát hành các album phòng thu mới Hội Trăng (2016), 25 năm Thu Phương hát Việt Anh (2022) với nhiều ca khúc mới thành công như "Thời em đẹp nhất", "Và anh nắm tay em",...
Tháng 7 năm 2016, cô là một trong những giọng ca chính tại buổi biểu diễn Dòng sông lơ đãng kỷ niệm 20 năm sự nghiệp sáng tác của nhạc sĩ Việt Anh. Cô cũng trực tiếp đầu tư và sản xuất dự án phim tài liệu Theo dấu Vàng son hát các ca khúc của Việt Anh tại các địa điểm nơi Nam Phương Hoàng hậu từng ghé qua. Bộ phim tài liệu sau đó được phát hành vào năm 2020. Ngoài ra, Thu Phương còn nhận lời làm giám khảo tại nhiều cuộc thi âm nhạc như Giọng hát Việt, Trời sinh một cặp, Bài hát hay nhất, Và tôi vẫn hát, đồng thời tham gia nhiều chương trình âm nhạc khác như Chị đẹp đạp gió rẽ sóng, Làn Sóng Xanh, Tết nghĩa là hy vọng,...
Anh trai của Thu Phương là nhà sản xuất âm nhạc Quang Minh, một trong những ca sĩ phòng trà nổi tiếng miền Bắc trong thập niên 1990–2000. Cô còn có một người em gái là doanh nhân Kim Oanh, Hoa khôi thể thao đầu tiên của Việt Nam. Cô kết hôn lần thứ hai với Clarence Dũng Taylor vào cuối năm 2023.

## Cuộc đời và sự nghiệp

### Thời niên thiếu
Thu Phương sinh ngày 9 tháng 10 năm 1972 tại Kiến An, Hải Phòng trong thời điểm gia đình cô phải đi sơ tán do chiến tranh. Một thời gian sau gia đình cô trở về căn nhà số 1, trên con ngõ số 40, phố Chùa Hàng, quận Lê Chân, Hải Phòng. Bố cô là nhân viên của một công ty xây dựng, mẹ cô làm việc tại công ty dịch vụ ăn uống. Thu Phương có anh trai là Quang Minh (sinh năm 1971) và em gái Kim Oanh (sinh năm 1975). Ngay từ nhỏ, Thu Phương sớm đã bộc lộ sở thích với âm nhạc khi ba anh em thường xuyên biểu diễn cho khách của gia đình.
~ Thu Phương, trả lời báo Lao động, 2024, 2015
Thuở nhỏ, Thu Phương theo học tại Trường Tiểu học Dư Hàng và Trường Trung học cơ sở Dư Hàng Kênh. Trong thời gian học, Thu Phương trở thành cây văn nghệ của trường và đồng thời phụ giúp mẹ kiếm tiền. Năm 1984, cô tham gia sinh hoạt lớp múa, hát tại Cung văn hoá thiếu nhi Hải Phòng và lần đầu tiên biểu diễn trên sân khấu với ca khúc "Chỉ có một trên đời" của nhạc sĩ Trương Quang Lục. Năm 1985, Thu Phương được thầy cô cử đi dự tuyển du học múa ở Liên Xô nhưng bị bố mẹ từ chối. Năm 1986, Thu Phương chính thức bước vào con đường ca sĩ khi tham dự vòng hai cuộc thi tuyển sinh lớp đào tạo diễn viên của đoàn ca nhạc nhẹ của Nhà hát Tuổi trẻ tại Nhà hát Lớn Hải Phòng. Hội đồng tuyển sinh không nhận hồ sơ đăng ký do chưa đủ tuổi và vì ngoại hình gầy bé, tuy nhiên ca sĩ Hồng Kỳ đã thuyết phục được hội đồng vì cho rằng Thu Phương có năng khiếu. Ngày 25 tháng 9 cùng năm, Thu Phương chuyển đến Hà Nội và trở thành diễn viên, ca sĩ của Nhà hát Tuổi trẻ khi cô chỉ 14 tuổi. Tại đây cô được đào tạo hát và nhảy múa và theo học song song khoa thanh nhạc tại Nhạc viện Hà Nội.
Một mình ở Hà Nội không người thân thích... Thật sự với một con bé 14 tuổi thì quả là quá sức và ngay cả bây giờ tôi cũng không hiểu tại sao mình lại có thể vượt qua. Tuy nhiên, nhờ có vậy mà đến bây giờ tôi có được vô vàn kinh nghiệm để học sống và để đối diện với cuộc đời.— Thu Phương, báo điện tử VnExpress, 12 tháng 8 năm 2002.

Trong thời gian sinh sống tại xóm số 23 Ngô Thì Nhậm giữa những khó khăn về kinh tế của thời bao cấp, Thu Phương trải qua nỗi nhớ gia đình nhưng cũng nhận được tình cảm trân quý từ bạn học và thầy cô: "Tuổi thơ của tôi là những cảm nhận sâu sắc của sự nghèo khó, vất vả, hy sinh...".

### 1988–1999: Khởi đầu sự nghiệp và album đầu tay
Cuối năm 1988, Thu Phương gia nhập và trở thành ca sĩ chính của ban nhạc rock có tên Tây Hồ. Thành công của ban nhạc giúp cô dần dần biểu diễn trên khắp các sân khấu. Năm 1990, tay trống Huy MC gia nhập ban nhạc Tây Hồ, tại đây họ đã bắt đầu có mối quan hệ tình cảm, và ca khúc song ca đầu tiên là "Gimme Your Love Tonight": "[...] mối tình đầu của Thu Phương. Cô quen anh khi mới 18 tuổi và đã bắt đầu nổi tiếng trên con đường ca hát". Cùng năm, Thu Phương tốt nghiệp Nhạc viện Hà Nội và cô cũng chính thức thuộc biên chế tại Nhà hát Tuổi trẻ. Cũng trong năm 1990, Thu Phương tham gia cuộc thi Giọng hát chuyên nghiệp toàn quốc và lọt vào top 10 người xuất sắc nhất. Trong khoảng thời gian này, cô cùng Huy MC thành lập nhóm Discovery với các thành viên còn lại được cô mô tả là "[...] những chàng trai nhảy bigdance và chuyên hát nhạc nước ngoài". Năm 1991, lần đầu tiên Thu Phương đi lưu diễn nước ngoài tại Lào. Năm 1995, cô giành được Huy chương Vàng Liên hoan ca múa nhạc chuyên nghiệp toàn quốc. Tiếp tục từ 1995 đến năm 1996, Thu Phương là ca sĩ của đoàn ca múa nhạc Tia sáng thuộc Công ty điện lực 3 tại Đà Nẵng.
Năm 1997, Thu Phương là đại diện của Việt Nam được cử đi tham gia Festival thanh niên thế giới tại Cuba. Tháng 2 năm 1997, cô tham gia tốp ca và hát bè trong chuyến lưu diễn của ca sĩ hải ngoại Jimmii Nguyễn cho Nhà hát Tuổi trẻ tại Thành phố Hồ Chí Minh. Nhận ra được tài năng trong giọng hát của cô, chính Jimmii Nguyễn đã đề nghị Nhà hát Tuổi trẻ cho Thu Phương được thể hiện một tiết mục đơn ca, tại đây cô trình diễn ca khúc "Có phải em mùa thu Hà Nội" và gây sự chú ý tới khán giả. "Nhịp sống náo nhiệt, con người hoà nhã hiếu khách... cho tôi cảm giác thân thuộc và tự nhiên. Khán giả Sài Gòn yêu mến tôi ngay từ lần gặp gỡ đầu tiên". Sau đó, các nhà sản xuất nhạc dần thăm dò và ngỏ lời hợp tác với ca sĩ Hải Phòng: "[...] những hợp đồng biểu diễn, thu âm... đúng sở trường cá tính. Những chuyến bay vào Nam ra Bắc làm việc đến chóng mặt". Chính vào thời điểm này, khi tuyển chọn ca khúc cho album tổng hợp Bốn giọng ca vàng, nhạc sĩ Nhật Trung đã giao cho Thu Phương thu âm ca khúc "Dòng sông lơ đãng" của Việt Anh tại phòng thu của hãng đĩa Bến Thành Audio & Video. Sau đó, Thu Phương ký hợp đồng với công ty Vafaco để rồi thu âm hai phiên bản hát lại của ca khúc "Un-Break My Heart" (bản gốc Toni Braxton; lời Việt Đỗ Quang) và "You" cho album tổng hợp Giọt sầu trên môi 2: Un-Break My Heart, đạt doanh số phát hành nhiều nhất trên thị trường khi bán được 20.000 bản và nhận được giải "Đĩa hát vàng" của năm. Tên tuổi của Thu Phương lúc này bắt đầu được nhắc đến cùng với các ca sĩ nổi tiếng Thanh Lam, Hồng Nhung, Mỹ Linh khi họ góp mặt trong album tổng hợp Bốn giọng ca vàng và sau đó album đã gặt hái được thành công về mặt thương mại. Tháng 7 năm 1997, Thu Phương và Huy MC trở thành cặp song ca hiện tượng trên các buổi biểu diễn Top Hits của công ty Vafaco. Trước buổi trao giải Làn Sóng Xanh, Nhật Trung đã đưa Thu Phương gặp Việt Anh lần đầu tiên và giới thiệu anh chính là nhạc sĩ đã sáng tác ca khúc "Dòng sông lơ đãng", đánh dấu thời điểm cộng tác giữa họ sau này. Ngoài ra, ca khúc "Có phải em mùa thu Hà Nội" của Thu Phương còn lập kỷ lục khi nó giữ ngôi vị quán quân trong sáu tháng liên tiếp trên bảng xếp hạng và cùng với "Dòng sông lơ đãng", hai ca khúc đã giành giải "Top 10 ca khúc được yêu thích" của Làn Sóng Xanh.
Vào tháng 2 năm 1998, Thu Phương thu âm "Về đây nghe em", "Bên em là biển rộng" và cùng Thanh Lam, Mỹ Linh, Hà Trần, Ngọc Anh góp mặt trong album tổng hợp Môi hồng đào của Hãng phim Phương Nam. Tháng 3 năm 1998, cô trình diễn "Về đây nghe em" để quảng bá cho ca khúc trong chương trình Duyên Dáng Việt Nam số thứ 6, một trong những giai điệu thương phẩm của cô. Tháng 4 năm 1998, Thu Phương thu âm solo ca khúc "Mùa hạ còn đâu" và cùng Huy MC song ca "Không còn mùa thu" trong album tổng hợp Mùa hạ còn đâu của Bến Thành Audio & Video. Cùng năm, Thu Phương và Lam Trường phát hành lần lượt hai album hợp tác Selections: Nhạc trẻ tuyển chọn Vol. 1, trong đó họ thực hiện bản hát lại các bài hát nổi tiếng như "My Heart Will Go On" (bản gốc của Céline Dion), "As Long as You Love Me" (bản gốc Backstreet Boys) và album Tình thôi xót xa 2, trong đó gồm bản hit "Mắt buồn" cùng "Thôi anh hãy về" đã nhanh chóng trở thành những ca khúc gây sốt, "Có một thời, "Thôi anh hãy về" là ca khúc 'không thể vắng bóng' ở các quán cafe, trong băng cát-sét của mọi fan cuồng âm nhạc". Không lâu sau, Thu Phương và Huy MC phát hành hai album hợp tác Tình yêu mắt nai và Miền yêu thương, trong đó gồm "Khi mùa thu đến", "Miền yêu thương" – những bài hát đầu tiên được phát hành của nhạc sĩ Võ Thiện Thanh – và thực hiện thu âm lại ca khúc đang thịnh hành của họ "Coco Jamboo" (bản gốc Mr. President). Từ đây, bộ đôi trở thành cặp song ca nổi tiếng của cuối thập niên 90. Sau đó, Thu Phương còn góp mặt trong hai album solo Trái tim không ngủ yên và Một mình của nhạc sĩ Thanh Tùng với ca khúc "Lời tỏ tình mùa xuân" và "Trái tim hoang vu". Cùng năm, cô thu âm nhạc phim "Tình biển" cho bộ phim truyền hình Nước mắt của biển.
Thu Phương chính thức tung ra album phòng thu đầu tay Thà làm hạt mưa bay theo thể loại pop vào tháng 9 năm 1998, trong đó bao gồm các ca khúc tiêu biểu "Có phải em mùa thu Hà Nội" (bản gốc Hồng Nhung), "Nơi mùa thu bắt đầu", "Dòng sông lơ đãng" và bản hát lại "My Heart Will Go On (Remix Techno)" được thu âm song ngữ. Đặc biệt, "Có phải em mùa thu Hà Nội" sau đó đã giành giải "Video hay nhất", "Ca sĩ thể hiện hay nhất" và "Nhạc sĩ sáng tác hay nhất" cho Trần Quang Lộc do Đài Truyền hình Việt Nam trao tặng. Cùng với "Dòng sông lơ đãng" và "Thôi anh hãy về", ba ca khúc đã giúp cô liên tục nhận được các giải thưởng yêu thích nhất của năm. Tiếp tục, Thu Phương góp giọng với ca khúc "Killing Me Softly with His Song" (bản gốc Roberta Flack) trong album đầu tay Có em tuyệt vời của Huy MC và thu âm "Tình xót xa vừa", "Nỗi nhớ dịu êm" cho album tổng hợp Môi hồng đào 2 của Hãng phim Phương Nam.
Từ 1998 đến năm 1999, Thu Phương và Huy MC tham gia chương trình MTV Most Wanted trên kênh VTV3 của Đài truyền hình Việt Nam và chương trình Quick & Snow show trên Đài Tiếng nói Việt Nam. Những ca khúc quốc tế trong chương trình được chính họ viết lời thành tiếng Việt để biểu diễn. Năm 1999, cô phát hành album phòng thu thứ hai Một đời mây gió và album tuyển tập Nước mắt thiếu nữ, sau đó là các album hợp tác Trọn đời bên nhau (cùng Huy MC) và Vườn yêu (cùng Bằng Kiều). Tháng 10 năm 1999, cô thu âm lại ca khúc "Biển chiều" (bản gốc Mỹ Linh) – nhạc phim Đảo vắng trong album tổng hợp Mong ước kỷ niệm xưa của Hãng phim Phương Nam. Cùng năm, Thu Phương và Huy MC thu âm ca khúc hit "Khúc xuân" lần đầu tiên trong album tổng hợp cùng tên của Kim Lợi Studio và Hãng phim Trẻ. Từ giữa năm 1999, cô tạm dừng các hoạt động nghệ thuật để sinh con.

### 2000–2002:Chào em, chào xinh tươivàNhư chưa bắt đầu
Năm 2000, Thu Phương trở lại và trình diễn ca khúc mới "Cô gái đến từ hôm qua" gây dấu ấn tại Làn Sóng Xanh. Ca khúc này cùng "Ngủ ngoan nhé ngày xưa", "Những mùa hoa bỏ lại" được cô sau đó cho vào album phòng thu thứ ba Chào em, chào xinh tươi do Hãng phim Phương Nam sản xuất. "Cô gái đến từ hôm qua" sau đó còn được ca sĩ người Đức Tabea Meusch mua bản quyền và thu âm với tựa đề "The Girl from Yesterday". Để quảng bá cho album, Phương trình diễn "Chào em, chào xinh tươi" tại chương trình Một thoáng Việt Nam của Trung tâm Băng nhạc Rạng Đông. Tháng 5 năm 2000, Thu Phương thu âm ca khúc "Hoa có vàng nơi ấy" và "Màu của lãng quên" và góp mặt cùng Thanh Lam, Hồng Nhung, Hà Trần trong album tổng hợp Môi hồng đào 3 của Hãng phim Phương Nam. Cùng năm, cô thu âm nhạc phim "Tôi vẫn hát" cho bộ phim truyền hình Kẻ không cầu may và cô cùng Huy MC thu âm "Tình yêu tôi hát" trong album tổng hợp Sài Gòn trẻ – Khi đã yêu cho Hãng phim Phương Nam, đồng thời họ ký hợp đồng với Hãng phim Giải Phóng để phát hành album hợp tác Mùa thu khép lại. Tháng 9 năm 2000, Thu Phương góp mặt với ca khúc "Quán cóc" và song ca "Hay là nụ hôn đầu tiên" cùng Huy MC trong album đầu tay Bạn tôi của nhạc sĩ Võ Thiện Thanh.
Năm 2001, Thu Phương lần đầu qua Mỹ trình diễn theo lời mời của phòng thu Kim Lợi Studio. Cô phát hành album tuyển tập Top Hits: Bang Bang, trong đó là các bản hits chọn lọc của cô vào thời điểm đó như "Không còn mùa thu" (phiên bản solo), "Thôi anh hãy về", "Những mùa hoa bỏ lại", "Ngủ ngoan nhé ngày xưa", hay phiên bản tiếng Việt cho "Bang Bang" (bản gốc của Cher), theo kèm là đĩa video có tên Top Hits 11: Bang Bang. Tiếp tục, Phương trình diễn ca khúc "Bang Bang" và cùng Huy MC song ca "Chút nắng mùa đông" tại chương trình Ấn tượng Sài Gòn số thứ 4 của Trung tâm Băng nhạc Rạng Đông. Tháng 6 năm 2001, Thu Phương góp mặt trong album tổng hợp Tóc nâu môi trầm cùng Hà Trần và Mỹ Tâm. Tiếp tục, Thu Phương và Huy MC phát hành lại đĩa đơn "Khúc xuân" kèm ba phiên bản remix, và đây cũng là sản phẩm đầu tiên được phát hành dưới nhãn hiệu độc lập mang tên Phương Huy M.C Production. Từ ngày 20 tháng 12 năm 2001, họ đi lưu diễn tại Đông Âu.
Vào tháng 2 năm 2002, Thu Phương thông báo sẽ ra mắt một album mang tựa đề Như chưa bắt đầu vào cuối tháng 4: "[...] khi hát các ca khúc trong album này, mình có cảm giác như bắt đầu yêu, chờ đợi, hy vọng một điều gì đó". Tuy nhiên, sau đó họ lại có lịch biểu diễn tại Úc và Mỹ. Sau đó cô đã phải lùi lịch phát hành nhưng tiết lộ thêm rằng đĩa nhạc sẽ bao gồm 10 ca khúc được hòa âm phối khí theo phong cách mới lạ. Tháng 6 năm 2002, Thu Phương chính thức phát hành album phòng thu thứ tư Như chưa bắt đầu, tiếp tục theo đuổi dòng nhạc pop sở trường nhưng phảng phất chất liệu nhạc Latinh. Đây cũng là sản phẩm tiếp theo của nhãn hiệu Phương Huy M.C Production. Album được sản xuất trong vòng một năm và cũng là lần đầu tiên Thu Phương cộng tác cùng ban nhạc Anh Em, trong đó gồm các ca khúc tiêu biểu "Như chưa bắt đầu", "Đừng hát khi buồn", "Khúc xuân". Đặc biệt, "Đánh rơi bên bờ" (được Tuổi Trẻ đánh giá hay nhất trong album) là bài hát cuối cùng mà nhạc sĩ Việt Anh tặng cô trước khi đi du học. Như chưa bắt đầu nhận được những phản hồi tích cực, album được coi là bước chuyển mình với "vẻ nữ tính, mềm mại hơn trong cả ngoại hình lẫn giọng hát" của Phương. Tiếp theo đó, Phương cũng trình diễn ca khúc "Hãy đến với em" và cùng Huy MC song ca "Hát cho người mùa hạ" tại chương trình Ấn tượng Sài Gòn số thứ 5.
Để quảng bá cho Như chưa bắt đầu, Thu Phương đã trình diễn "Đánh rơi bên bờ" tại Giải thưởng Làn Sóng Xanh 2002. Video âm nhạc của ca khúc "Ngủ ngoan nhé ngày xưa" (đạo diễn Việt Tú) đã chiến thắng hai hạng mục "Top 10 video âm nhạc được khán giả bình chọn" và "Giải thưởng của Hội đồng nghệ thuật" tại chương trình VTV — Bài hát tôi yêu. Sau đó, video âm nhạc của "Như chưa bắt đầu" tiếp tục được đề cử tại chương trình VTV – Bài hát tôi yêu lần thứ 2 (2003).

### 2003–2006: Chuyển đến Mỹ,Đêm nằm mơ phốvàNhư một lời chia tay
Thu Phương ký hợp đồng độc quyền ba năm với Công ty Thế giới Nghệ thuật tại bang California vào đầu năm 2003 và cô thực hiện các buổi biểu diễn cho cộng đồng người Việt tại hải ngoại. Tại đây, cô cho phát hành album tuyển tập Mơ về nơi... khi xưa ta bé và trình diễn "Hoa có vàng nơi ấy" trong chương trình Duyên Dáng Việt Nam số thứ 12. Năm 2003, Thu Phương kết thúc hợp đồng với Nhà hát Tuổi trẻ và cùng Huy MC quyết định chuyển đến Mỹ để định cư và họ ngay lập tức nhận phản ứng dữ dội của công chúng trong nước. Tại Mỹ, Thu Phương gặp lại nhạc sĩ Nhật Trung và sau đó họ cùng bắt tay vào thực hiện album tiếp theo tại phòng thu của anh.
Bắt đầu từ cuối tháng 8 năm 2004, Thu Phương thực hiện các buổi biểu diễn tại một số bang của Mỹ, chủ yếu là các thành phố thuộc California để nhằm quảng bá cho dự án chuẩn bị ra mắt. Ngày 10 tháng 9 năm 2004, cô phát hành album phòng thu thứ năm Đêm nằm mơ phố tại Mỹ — đây là đĩa nhạc đầu tiên cô cộng tác cùng Trung tâm Thúy Nga trong đó gồm các bài hát đã gắn liền với tên tuổi của cô sau này "Nỗi nhớ mùa đông", "Cho tôi lại từ đầu", "Hoa tím ngày xưa" và đặc biệt là ca khúc chủ đề "Đêm nằm mơ phố" — sáng tác đầu tiên của nhạc sĩ Việt Anh trong thời gian du học tại New Zealand năm 2001. Ca sĩ chia sẻ album là "tất cả những tâm sự đã được dồn nén trong suốt 18 tháng xa nhà" qua tiếng hát. Trong Đêm nằm mơ phố, hai ca khúc "Yêu em bằng cả trái tim", "Hãy đến đây người" là bản dịch của nhạc sĩ Phạm Duy từ "Love Me with All Your Heart", "Comme toi" của Jean-Jacques Goldman. "Đêm nằm mơ phố" trước đó đã từng được ca sĩ Nghi Văn thu âm và ghi hình tham dự VTV Bài hát tôi yêu 2004, tuy nhiên bản thu của Thu Phương mới được khen ngợi là có chiều sâu và sức nặng, và được dự đoán trở thành bản hit tiếp theo của cô sau "Bang Bang". Album cũng gây nhiều tranh luận trong việc phát hành tại Việt Nam và hải ngoại. Ngày 24 tháng 10, Thu Phương và Hà Trần hợp tác góp giọng cho dự án của nhóm nghệ sĩ Việt kiều (Hướng Dương) trong album nhạc Trịnh mang tên Lời của giòng sông. Cùng năm, Phương thu âm song ca "Không còn mùa thu" trong album đầu tay Một đời tôi đi tìm tôi của Nhật Trung.
Thu Phương tiếp tục hợp tác cùng Trung tâm Thúy Nga ra mắt album phòng thu thứ sáu Như một lời chia tay vào năm 2005, trở thành đĩa nhạc Trịnh solo đầu tay của cô. Phương chia sẻ: "Tôi phát hành CD Như một lời chia tay trong giai đoạn mà bản thân thấu hiểu đến tận cùng những mất mát trong thân phận con người". Cùng năm, Thu Phương bắt đầu trình diễn tại chương trình Paris by Night cũng như góp mặt trong đĩa video Paris by Night 77: 30 năm viễn xứ với một liên khúc "Cho tôi lại từ đầu" và "Quê hương tuổi thơ tôi", phát hành vào ngày 28 tháng 4. Âm nhạc của Thu Phương bắt đầu tiếp cận được nhiều tầng lớp khán giả mới, và có nhận xét cho rằng cô cùng ca sĩ Bằng Kiều mang đến "một làn gió mới" cho đời sống âm nhạc tại hải ngoại.
Sau khi trở thành ca sĩ độc quyền cho công ty D&D Entertainment của Clarence Dũng Taylor, Thu Phương cho ra mắt một chuỗi 3 đĩa nhạc, bao gồm album phòng thu thứ bảy Thời gian ơi, album hợp tác Nỗi niềm (2005, cùng anh trai Quang Minh) và album phòng thu thứ tám Em ra đi mùa thu (2006). Trong album Thời gian ơi, Phương thu âm lại ca khúc "Kiếp đỏ đen", "Hãy về đây bên em" (bản gốc Duy Mạnh) và "To Love You More" (bản gốc Céline Dion).

### 2007–2012:Điều cuối cùng đợi chờvàHà Nội & tôi
Trước khi ra mắt album, Thu Phương tiết lộ sẽ có đến bốn ca khúc mới nhất do nhạc sĩ Việt Anh mới sáng tác, chủ yếu được viết trong thời gian du học tại New Zealand. Tháng 1 năm 2007, Thu Phương chính thức phát hành album phòng thu thứ chín Điều cuối cùng đợi chờ bao gồm 12 bản thu được sản xuất bởi nhạc sĩ Nhật Trung và Việt Anh, "là một cảm nhận khác về cuộc sống, khi không còn tin vào những nhiệm màu trong đời sống". Vào thời điểm ngay sau khi ra mắt, Điều cuối cùng đợi chờ lại bị người hâm mộ bình luận "gây thất vọng nhất" và chính Việt Anh cũng chưa hài lòng về album. Tuy nhiên, album lại tổng hợp nhiều sáng tác được coi là thương phẩm của Việt Anh, trong đó ca khúc "Chưa bao giờ" là sáng tác mà nhạc sĩ dành tặng cho Thu Phương thay cho lời tạm biệt, sau đó nó đã trở thành bản hit góp phần đưa tên tuổi của Thu Phương tới gần với tầng lớp khán giả trẻ tại Việt Nam. "Ẩn ức", "tha thiết", "chiêm nghiệm", "thổn thức" là những từ ngữ VnExpress phân tích về bản thu, họ cho rằng Việt Anh đã thấu hiểu ca sĩ và "nói hộ lòng của một người con gái từng bước qua biết bao thăng trầm cuộc sống". VTC News thì công nhận "Chưa bao giờ" là một trong những ca khúc được hát lại nhiều nhất. Album trở thành dấu mốc cho thương hiệu Thu Phương – Việt Anh, với "giai điệu và ca từ đầy chất tự sự được thể hiện qua giọng hát tuyệt vời đã hoàn toàn chạm đến trái tim của người nghe". Zing News thì chỉ ra rằng, đây là thời điểm Phương đã vượt qua nỗi buồn sau cuộc chia tay với Huy MC và đang trên đường tìm kiếm hạnh phúc mới, đó "là nguyên do khiến tiếng hát của Thu Phương càng da diết, nồng nàn hơn khi thể hiện những sáng tác của người bạn thân".
Kể từ năm 2007, Thu Phương tham gia ban quản lý, đồng điều hành công ty D&D Entertainment. Cùng năm, Phương góp mặt trong album solo Làm sao tôi biết? của nhạc sĩ Đăng Khánh cùng một buổi biểu diễn để quảng bá album vào ngày 27 tháng 10. Ngày 3 tháng 1 năm 2008, Thu Phương lần đầu được cấp phép để quay trở về biểu diễn tại Việt Nam cho chương trình Duyên Dáng Việt Nam số thứ 19. Màn trình diễn "Đêm nằm mơ phố" của Phương trong chương trình được báo chí khen ngợi là điểm nhấn đáng nhớ nhất. Tới ngày 8 tháng 1, ca sĩ thông báo với báo chí rằng cô đang ấp ủ dự án để cho phát hành tới 3 album vào tháng 10 và dự kiến sẽ tổ chức một buổi biểu diễn trong năm.
Nữ ca sĩ góp mặt với ca khúc "Hướng về Hà Nội" trong đĩa video Paris by Night 91: Huế – Sài Gòn – Hà Nội và phát hành đến 2 đĩa nhạc cá nhân cùng Trung tâm Thúy Nga, trong đó có album phòng thu thứ mười Câu chuyện tình tôi (2008). Tháng 8 năm 2009, trả lời phỏng vấn với Zing News, Thu Phương tiết lộ rằng cô đang trong quá trình thu âm cho dự án album tiếp theo với chủ đề về Hà Nội, được thực hiện cùng Việt Anh và Nhật Trung. Năm 2011, cô cùng ca sĩ Hà Anh Tuấn trở thành khách mời tại chương trình Không gian âm nhạc số 5: Lá khởi vàng chưa nhỉ? của đạo diễn Việt Tú, với hai buổi biểu diễn được tổ chức vào ngày 27 và 28 tháng 8 tại Hà Nội. Chia sẻ trên báo An ninh thủ đô, Thu Phương thông báo về kế hoạch nghỉ ngơi sau chương trình để hoàn thành sản xuất một album về chủ đề Hà Nội nhưng chỉ cùng với cộng sự Nhật Trung. Cùng năm, cô hát ca khúc "Nghìn trùng xa cách" trong đĩa video Paris by Night 103: Tình sử trong âm nhạc Việt Nam.
Năm 2012, Thu Phương ra mắt album phòng thu thứ mười một Hà Nội & tôi (2012), tiếp tục được phát hành bởi Trung tâm Thúy Nga. Đĩa nhạc được sản xuất trong vòng ba năm và được ca sĩ mô tả là một câu chuyện gói gọn tất cả cảm xúc trong suốt 10 năm kể từ khi cô chuyển đến Mỹ, tuyển chọn các ca khúc về Thăng Long – Hà Nội tiêu biểu nhất, một chủ đề gắn liền với sự nghiệp của cô: "Tôi không sinh ra và lớn lên ở mảnh đất này, nhưng hát ca khúc về Hà Nội lại được khán giả ủng hộ. Có lẽ vì tôi nhìn Hà Nội không giống người khác, đó giống như cái nhìn đầy khao khát của một người khách muốn 'chạm' vào Hà Nội". Phiên bản đĩa than của album sau đó đã rút gọn còn 8 ca khúc, thay bìa đĩa và đổi tên thành Thu Phương & Hà Nội được phát hành vào năm 2016. Ngày 19 tháng 12 năm 2012, cô trình diễn lần đầu tiên bản hit "Trăng dưới chân mình" trong đĩa video Paris by Night 106: Lụa – Silk. Từ 2012 đến năm 2014, Thu Phương giữ vai trò giám khảo trong 3 mùa đầu tiên tại chương trình VStar của Trung tâm Thúy Nga.

### 2013–2015:Biển, nỗi nhớ và... emvàPhía nào đến chân trời
Năm 2013, Thu Phương tổ chức chuyến lưu diễn đầu tiên Mùa thu của Phương, với chủ đề là câu chuyện âm nhạc xuyên suốt trong 25 năm sự nghiệp của cô. Chuyến lưu diễn khởi động vào ngày 20 tháng 10 tại Nhà hát Hòa Bình, Thành phố Hồ Chí Minh, sau đó tại Cung Văn hóa Lao động Hữu nghị Việt Xô, Hà Nội vào ngày 22 tháng 10 với sự tham gia của nhạc sĩ Hoài Sa trong vai trò hòa âm phối khí, đạo diễn Phạm Hoài Nam dàn dựng sân khấu và ánh sáng theo phong cách hoài niệm, các ca sĩ khách mời Đàm Vĩnh Hưng, Hà Anh Tuấn. Đây cũng là dự án hợp tác đầu tiên của Thu Phương với công ty Viet Vision – đơn vị tổ chức của chương trình. Chuyến lưu diễn nhận được hiệu ứng tích cực về mặt thương mại khi bán gần hết số lượng vé của hai đêm diễn . Cùng năm, Phương trình diễn lại ca khúc "Bang Bang" nhưng với tựa đề "Khi xưa ta bé" trong Paris by Night 108: Time – Thời gian.
Thu Phương đăng tải trên trang cá nhân rằng cô trở về Việt Nam để thực hiện video âm nhạc cho dự án album với chủ đề biển sắp tới và công bố dự định sẽ thực hiện tiếp một buổi biểu diễn vào cuối năm. Tháng 12 năm 2013, Thu Phương giới thiệu album phòng thu thứ mười hai Biển, nỗi nhớ và... em, phát hành bởi Trung tâm Thúy Nga, trong đó hai ca khúc "Biển, nỗi nhớ và... em" và "Thuyền và biển" được chọn để thực hiện video âm nhạc. Giới chuyên môn đánh giá cao album và nhận xét rằng cô đã thể hiện các tác phẩm cũ "mới mẻ một cách bất ngờ". Một buổi biểu diễn nhằm quảng bá cho Biển, nỗi nhớ và... em được tổ chức vào ngày 2 tháng 3 năm 2014 tại Mỹ.
Ngày 9 tháng 10 năm 2014, Thu Phương phát hành album phòng thu thứ mười ba Phía nào đến chân trời theo phong cách pop ballad. Đây là đĩa nhạc được Thu Phương mô tả là câu chuyện về một người phụ nữ đã trải qua những thăng trầm của cuộc sống, để rồi nhận ra nơi bình an, hạnh phúc. Album hòa âm lại các bản hit trước đây của cô như "Thuyền giấy", "Cô gái đến từ hôm qua", "Trở về dòng sông tuổi thơ", "Trăng dưới chân mình" và trong đó "Những ngày mưa rơi" và "Phía nào đến chân trời" được để thực hiện video âm nhạc. Đặc biệt, các ca khúc "Phía nào đến chân trời" và "Hai chúng ta" (song ca cùng Hà Anh Tuấn) đã trở thành ca khúc nổi tiếng của Phương, sau đó bản solo "Hai chúng ta" của riêng cô đã được sử dụng trong bộ phim điện ảnh Già gân, mỹ nhân và găng tơ. Báo điện tử VietnamPlus khen ngợi album "là sự đào sâu, kỹ lưỡng của Thu Phương với những bản tình ca lãng mạn, đượm buồn đầy nuối tiếc, cảm xúc". Cùng năm, cô góp mặt trong chương trình Paris by Night với "Trở về dòng sông tuổi thơ", "Nỗi nhớ mùa đông" và bản hit "Hà Nội 12 mùa hoa" lần lượt trong Paris by Night 111: S, Paris by Night 112: Đông và Paris by Night 110: Phát lộc đầu năm. Riêng phần biên đạo múa từ tiết mục biểu diễn "Trở về dòng sông tuổi thơ" sau đó đã được đề cử giải World Choreography.
Vào tháng 4 năm 2015, Thu Phương trở thành huấn luyện viên của chương trình Giọng hát Việt mùa 3. Ngày 12 tháng 7, các thí sinh trong đội hình của cô – Kimmese, Hoàng Dũng, Phùng Khánh Linh, Kiều Anh, Phạm Anh Duy, Hữu Toàn và Thu Hòa – phát hành đĩa mở rộng Vé về tuổi thơ. Ngày 11 tháng 9, Thu Phương phát hành video âm nhạc "Giữ lại hạnh phúc". Ngày 26 tháng 9, cô tiếp tục trình diễn chuyến lưu diễn Mùa thu của Phương đến Nhà hát Tháng Tám, Hải Phòng. Cùng năm, ca sĩ góp mặt trong chương trình Paris by Night với các tiết mục "Bông vạn thọ" và "Những ngày thơ mộng" lần lượt trong đĩa video Paris by Night 113: Mừng tuổi mẹ và Paris by Night 114: Tôi là người Việt Nam (1975–2015). Tháng 11 năm 2015, Thu Phương cùng Thanh Lam, Hồng Nhung, Mỹ Linh, Hà Trần góp mặt trong chuỗi chương trình The Master of Symphony số đầu tiên vào ngày 20, 21 và 22 tại Nhà hát Hòa Bình, Thành phố Hồ Chí Minh. Buổi biểu diễn sau đó giành được nhiều hiệu ứng tích cực từ báo chí và khán giả, họ nhận xét rằng đây là chương trình "mang tính lịch sử", "[...] nhìn họ trình diễn lại những ca khúc ấy, những bài hát tạo nên sức vóc âm nhạc của họ, sẽ càng tiếc nhớ hơn cả một guồng quay đã đưa những giọng ca này lên đỉnh".

### 2016–2020:Hội Trăngvà phim tài liệuTheo dấu vàng son
Đầu tháng 2 năm 2016, Thu Phương hợp tác cùng Hoàng Dũng để phát hành đĩa mở rộng Hoàng hôn mùa đông theo phong cách blues, jazz. Không lâu sau, Thu Phương tổ chức buổi biểu diễn Live in Concert: Giữ lại hạnh phúc tại rạp hát M3Live Event Center, Mỹ vào ngày 14 tháng 2; sau đó cô biểu diễn tại Cung Văn hóa Lao động Hữu nghị Việt Xô vào ngày 19 tháng 2 và với quy mô nhỏ hơn tại phòng trà Đồng Dao, Thành phố Hồ Chí Minh vào ngày 19 tháng 3. Ngày 29 tháng 7 năm 2016, ca sĩ góp mặt trong buổi biểu diễn đầu tiên mang tên Dòng sông lơ đãng của nhạc sĩ Việt Anh. Ngày 11 tháng 11 năm 2016, Thu Phương lần nữa mang chuyến lưu diễn Mùa thu của Phương tới Nhà hát Tuổi trẻ. Sau đó, cô hợp tác cùng nhạc công vĩ cầm Hoàng Rob để cho phát hành đĩa đơn "Ngày đó ta gặp lại", kèm theo mặt B là "Chỉ còn mùa quên", trong đó ca khúc đầu tiên được Hoàng Rob đưa vào album solo thứ hai Trò chuyện. Cùng năm, cô cũng công bố về một dự án phim âm nhạc Nam Phương Hoàng hậu sắp ra mắt, trong đó gồm 4 ca khúc do nhạc sĩ Việt Anh và Dương Trường Giang sáng tác.
Thu Phương phát hành album phòng thu thứ mười bốn Hội Trăng theo thể loại pop, dân gian đương đại và nhạc điện tử vào ngày 12 tháng 9 năm 2016. Đĩa nhạc được nhà sản xuất Dương Trường Giang của cô thực hiện chỉ trong vòng 19 ngày, trong đó bao gồm nhiều ca khúc nổi tiếng như "Con cò", "Trống cơm", "Cây đa quán dốc", "Ôi quê tôi", "Hồ trên núi", "Mái đình làng biển" mang âm hưởng dân gian Bắc Bộ. Hội Trăng đã leo lên ngay vị trí quán quân tuần thứ 37 trên bảng xếp hạng của Zing MP3 ngay sau khi ra mắt, kèm lời bình "Điều này cho thấy sức ảnh hưởng của Thu Phương với thị trường trong nước" và khen ngợi "giọng hát giàu cảm xúc" cũng như việc cô đã "thổi vào đó tinh thần mới với năng lượng tràn đầy". Tuy nhiên, Phụ Nữ lại có những đánh giá khá trái chiều, họ cho rằng dù đây là phong cách âm nhạc mới trong sự nghiệp của Phương nhưng cô "[...] hát không vượt qua được những tên tuổi ngày trước, còn bài mới thì lại nhạt" hay trong khâu hòa âm cũng "chưa đặc sắc", và cách hát của ca sĩ "không có sự biến báo, uyển chuyển cần thiết" ở thể loại dân gian đương đại. Doanh thu cho bản cứng của album sau đó đã được sử dụng để nhằm mục đích gây quỹ ủng hộ.
Vào tháng 7 năm 2017, Thu Phương tham gia trong tập 9 của chương trình Ca sĩ giấu mặt mùa 3. Tới tháng 11, cô tiếp tục góp mặt trong buổi biểu diễn The Master of Symphony số thứ ba vào ngày 10, 11 và 12 tại Nhà hát Hòa Bình, Thành phố Hồ Chí Minh.
Thu Phương tiếp tục giữ vai trò huấn luyện viên của chương trình Giọng hát Việt mùa 5 (2018). Ngày 17 tháng 6, Thu Phương cộng tác cùng nhạc sĩ Dương Cầm trong một buổi biểu diễn thân mật Dương Cầm đêm Phương trên du thuyền tại Vịnh Hạ Long, Quảng Ninh.
Năm 2019, Thu Phương phát hành đĩa đơn "Và mùa đông sang" thu âm cùng Hoàng Dũng kèm theo một video âm nhạc. Sau đó, cô hợp tác cùng Phạm Anh Duy để cho phát hành đĩa đơn "Yêu xa là khó". Ngày 28 tháng 6, Thu Phương trở thành khách mời biểu diễn chính trong chương trình Music Home – Thời em đẹp nhất số thứ 8 của FPT Play, theo kèm là đĩa đơn "Thời em đẹp nhất" ra mắt giữa tháng 7. Tháng 11 cùng năm, Thu Phương góp mặt trong buổi biểu diễn The Master of Symphony – The Everlasting Love vào ngày 22, 23 và 24 tại Nhà hát Hòa Bình, Thành phố Hồ Chí Minh.
Năm 2020, Thu Phương giữ vai trò giám khảo của chương trình Và tôi vẫn hát mùa 1. Trong tháng 9, cô cho ra mắt đĩa đơn "Là cả sa mạc" cùng bộ phim tài liệu Theo dấu vàng son được đạo diễn bởi Cao Trung Hiếu, trong đó gồm hai phần với hình ảnh là nơi Nam Phương Hoàng hậu đã đi qua, đồng thời giới thiệu hai sáng tác mới "Và anh nắm tay em", "Nam Phương Hoàng hậu" của Việt Anh.

### 2021–nay:Top Hits,Hai chúng tavàDấu vàng son
Năm 2021, Thu Phương phát hành hai đĩa đơn "Ngại gì Shine" vào ngày 13 tháng 2 và "Hẹn ước thiên thanh" cùng Duy Phúc, Godthic vào ngày 7 tháng 8. Năm 2022, Thu Phương tiếp tục giữ vai trò giám khảo của chương trình Và tôi vẫn hát mùa 2.
Cùng năm, Phương tổ chức buổi biểu diễn Live Concert Mùa thu của Phương – 25 năm Thu Phương hát Việt Anh vào ngày 29 tháng 10 tại Nhà hát Hòa Bình, Thành phố Hồ Chí Minh, sản xuất bởi công ty Viet Vision, bao gồm ba chương: mở đầu là những kỷ niệm thời kỳ hoàng kim tại Làn Sóng Xanh, tiếp đó là các sáng tác về chủ đề Nam Phương Hoàng hậu và phần cuối cùng có sự góp mặt của ca sĩ khách mời Hà Anh Tuấn. Ngay tại buổi biểu diễn, cô còn mở bán một box set gồm album với chủ đề về Nam Phương Hoàng hậu cùng "2 CD tập hợp những bài hit đình đám remix". Ngày 8 tháng 10, cô tham gia chương trình Cuộc hẹn cuối tuần trên VTV3 cùng khách mời Kim Oanh và Quang Minh.
Thu Phương tung ra box set Anniversary Collection: 25 năm Thu Phương hát Việt Anh vào ngày 1 tháng 11 năm 2022, bao gồm ba album phòng thu Top Hits, Hai chúng ta và Dấu vàng son được sản xuất lần lượt bởi các nhà sản xuất nhạc DTAP, Nguyễn Hữu Vượng và Ngô Minh Hoàng. Trong đó, album Top Hits được nhóm DTAP sản xuất trong 10 ngày, bắt đầu từ khâu tuyển chọn và thu âm lại các ca khúc tiêu biểu trong sự nghiệp của nhạc sĩ Việt Anh và được hòa âm phối lại theo phong cách pop, nhạc điện tử. Album Hai chúng ta thì được cô đưa vào hai sáng tác mới "Cứ trao đi", "Sóng đưa chúng ta về" của Việt Anh và cùng với "Hai chúng ta" – ba bản thu đều được thu âm song ca cùng Hà Anh Tuấn. Cuối cùng tới Dấu vàng son, bao gồm các ca khúc về Nam Phương Hoàng hậu từng được công bố trong bộ phim tài liệu Theo dấu vàng son của Thu Phương và một số ca khúc trước đây của Việt Anh. Cuối cùng, album Dấu vàng son thuộc thể loại pop chủ đạo cùng âm hưởng nhạc thính phòng với các sáng tác được lấy chủ đề về Nam Phương Hoàng hậu. 
Đánh giá dành cho Anniversary Collection: 25 năm Thu Phương hát Việt Anh là đa chiều. Thanh Niên cho rằng Dấu vàng son có "tính liền mạch nhất trong sự nghiệp âm nhạc của Thu Phương" và khen ngợi các sáng tác của Việt Anh "vẫn lãng đãng" nhưng "khúc triết hơn", tuy nhiên khâu hòa âm trong Top Hits của DTAP lại "làm mất đi vẻ lãng mạn trong nhạc Việt Anh" hay "quãng giọng Thu Phương trong đĩa nghe hẹp lại và âm trầm thì khàn và rè". Top Hits sau đó còn được Phương đổi tên thành album Một nghìn chín trăm hồi đó và phát hành rộng rãi trên khắp các nền tảng kỹ thuật số vào ngày 17 tháng 4 năm 2024. Tháng 12 năm 2022, Thu Phương cùng Erik đã phát hành một phiên bản song ca của ca khúc "Cô gái đến từ hôm qua" trong dự án kỷ niệm 25 năm Làn Sóng Xanh.
Vào tháng 1 năm 2023, Thu Phương trình diễn liên khúc "See tình" và "Waiting for You" (bản gốc lần lượt của Hoàng Thùy Linh và Mono) tại Giải thưởng Làn Sóng Xanh 2022. Tháng 3 năm 2023, cô tham gia chương trình Chị đẹp đạp gió rẽ sóng mùa 1 và lọt vào vòng chung kết với đội hình gồm 7 thành viên. Trong chương trình, cô cùng các "chị đẹp" đã phát hành một số ca khúc như "Nơi bình minh đầy nắng", "Răng khôn" (bản gốc của Phí Phương Anh), "Hoa nở không màu" (bản gốc Hoài Lâm), "Diễm xưa" (bản gốc Khánh Ly), "Em gái mưa" (bản gốc Hương Tràm), "Ai cho tôi lương thiện"...
Vào tháng 1 năm 2024, Thu Phương trình diễn một bản liên khúc "Đại minh tinh" và "Dưới ánh đèn sân khấu" (bản gốc của Orange) tại Giải thưởng Làn Sóng Xanh 2023. Ngày 11 tháng 2, ca sĩ trình diễn cùng các nghệ sĩ từ Chị đẹp đạp gió rẽ sóng mùa 1 trong chương trình Tết đẹp của Đài Truyền hình Việt Nam. Tiết mục "Xuân quê hương" của cô sau đó đã được phát hành trong album tổng hợp cùng tên vào ngày 11 tháng 2. Tháng 4 năm 2024, cô gia nhập công ty quản lý và sản xuất âm nhạc VMAS và công bố về một dự án sắp ra mắt vào tháng 7 cùng năm mang tên Untold Story. Tháng 8 cùng năm, cô tiếp tục quay trở lại chương trình Chị đẹp đạp gió mùa 2.

## Phong cách nghệ thuật
- Trục trặc khi nghe? Xem hướng dẫn.

### Ảnh hưởng
Suốt thời niên thiếu nhiều khó khăn, cả ba anh em gia đình Thu Phương đều được truyền niềm đam mê nghệ thuật từ người bố. Thu Phương cũng chia sẻ, mẹ cô chính là hình mẫu để cô "luôn hiểu và thông cảm với những người xung quanh, biết cách chấp nhận những vất vả trong cuộc sống". Em gái Kim Oanh nhớ lại "tính cách của Phương [...] sôi nổi, quyết liệt và thích thử thách đúng 'chất' Hải Phòng." Hai năm sinh hoạt tại Cung văn hoá thiếu nhi Hải Phòng đã giúp định hình giọng hát, những điểm mạnh yếu và chỉnh sửa phương ngữ của cô. Đây cũng là giai đoạn cô được đào tạo bài bản về vũ đạo, một trong những điểm nổi bật của Thu Phương trên sân khấu sau này.
Những giọng ca hàng đầu thế giới của thập niên 1990 như Whitney Houston, Céline Dion... cũng ảnh hưởng lớn tới kỹ thuật, phong cách trình diễn của Thu Phương. Trong số đó, cô đặc biệt yêu thích Toni Braxton với mái tóc ngắn, áo ba lỗ và quần bò cùng chất giọng dày bẩm sinh với những âm sắc trầm, rền và vang — tất cả đều được nữ ca sĩ thể hiện trên sân khấu trong giai đoạn 1994–1995. VnExpress cho rằng việc "tiếp xúc với nhiều nhạc ngoại quốc" đã giúp cô có được "sự bốc lửa, sự đa dạng và cả sự lắt léo trong xử lý kỹ thuật".
Thu Phương cũng nhắc tới Cẩm Vân là nghệ sĩ giúp cô hiểu hơn về "sự say mê, bền bỉ, luôn theo những chuẩn mực nghệ thuật". Ngoài ra cô chia sẻ rằng hâm mộ duy nhất một nữ ca sĩ Việt Nam là Bảo Yến vì "giọng hát có chiều sâu đặc biệt". Cô cũng "mê cuồng âm nhạc Trịnh Công Sơn" qua tiếng hát của Khánh Ly hay ngưỡng mộ Sơn Tùng M-TP vì thấy được điểm chung ở "sự nhạy cảm, nỗ lực cống hiến hết mình và tôn trọng cảm xúc của khán giả".

### Giọng hát
~ Huy MC, trả lời trên tạp chí Đẹp, 2015
Thu Phương được biết tới với chất giọng nữ trầm (mezzo alto), mới lạ, chắc khỏe, dày dặn, đầy tình cảm. Nhiều đánh giá nhấn mạnh chất giọng khàn nhẹ đã tạo nên sự khác biệt trong cách xử lý của Thu Phương, đồng thời góp phần mang chất cổ điển, lãng mạn cho những bản tình ca da diết, nồng ấm. Quãng giọng của Phương được cho là hai quãng tám và hai nốt dài trải dài từ nốt B2 cho đến D5. Nốt nhạc trầm nhất của Phương từng đạt tới là nốt B2 trong ca khúc "Này em có nhớ" trích từ album Lời của dòng sông và nốt E3 trong ca khúc "Im lặng đêm Hà Nội".
Chất giọng của cô cũng được đánh giá đẹp tự nhiên, trầm sâu, đầy mê hoặc, thổn thức và mộc mạc, dung dị với cách hát tự nhiên, phóng khoáng với nhiều xử lý, luyến láy có thể coi là thương hiệu. Ngoài ra, giọng hát của Thu Phương cũng được nhiều chuyên gia nhận xét mang "chất Hà Nội", cùng lối biểu diễn quý phái, sang trọng. Cô cũng được đánh giá là một giọng hát có chiều sâu cùng "cách xử lý riêng biệt", "phá cách vừa đủ để tác phẩm không mất chất nhưng luôn mang lại sự mới mẻ và sức hút khó cưỡng".

Nhạc sĩ Quốc Bảo từng viết: "Có lẽ mãi mãi, chất giọng alto vừa đằm sâu ẩn ức vừa thơm ngát như những luồng sáng tỏa ra từ một chiếc đỉnh đồng đốt trầm của em, vẫn còn ở thật vững trong trí nhớ khán, thính giả. Mãi mãi." Ca sĩ Huy MC đánh giá cho dù Thu Phương sở hữu một giọng hát tốt, nhưng "để có thể một lần nữa cất lên tiếng hát ở một mảnh đất mới, tôi cho rằng phần nhiều là do bản thân Phương nỗ lực." Trần Thu Hà thì cho rằng Thu Phương sở hữu giọng hát trầm nội lực, đẹp, nhưng lại không có những dấu ấn mạnh mẽ trong những tìm tòi mang tính tiên phong, định hướng tai nghe của công chúng. Ca sĩ Bằng Kiều nhận xét về giọng hát đặc biệt của Thu Phương: "Giọng hát ấy có một sức hút khác, đó là sự trải nghiệm... Đủ để mỗi lần Phương cất giọng, là những lời ca bỗng dưng tha thiết. Đối với một nghệ sĩ, sự trải nghiệm như chất keo dính với đời sống và tự nó thắp sáng cho con đường nghệ thuật." Bản thân Thu Phương từng tự nhận xét bản thân có lối hát không ưu tiên kỹ thuật, thiên về cảm xúc đến từ "sự đồng cảm từ trái tim" cùng "nỗi đau tôi từng nếm trải đã giúp tôi mạnh mẽ hơn, hát cảm xúc hơn và thấu đáo".
Tôi sống và hát bằng nỗi nhớ, bằng tất cả những gì có thật. Tất nhiên không phải là một mình Thu Phương nhớ, một mình Thu Phương buồn, một mình trải nghiệm và có sóng gió, nhưng mình có thể lan tỏa và truyền tải cho người xung quanh bằng những câu hát, để sống lạc quan hơn.— Thu Phương, tại đêm nhạc tri ân thầy cô, đồng nghiệp ở Nhà hát Tuổi trẻ, Hà Nội, tháng 11 năm 2016

### Phong cách âm nhạc
Nổi tiếng ngay từ trên ghế nhà trường, Thu Phương bắt đầu sự nghiệp với phong cách trẻ trung, giàu cá tính, bốc lửa, quyến rũ. Trong giai đoạn thành lập nhóm Discovery cùng Huy MC chuyên nhảy và hát nhạc nước ngoài, Thu Phương nổi bật với hình ảnh tóc tém nhuộm vàng, áo thun đen ba lỗ cùng quần da bó sát, "nhảy đẹp, hát đẹp". Cô tự nhận mình "rất tomboy, sôi nổi, yêu đời". Bản thân ca sĩ không chọn phong cách âm nhạc riêng và chọn ca khúc thu âm theo cảm xúc, phù hợp giọng hát, "luôn muốn thể hiện sự nồng nhiệt, trẻ trung, thoải mái, tất nhiên có đổi mới theo thời gian". Bộ đôi là một trong những nghệ sĩ đi đầu trong việc chơi nhạc rap, văn hóa hip-hop, nhảy breakdance và trình diễn với nhóm nhảy phụ họa với ca từ ý nghĩa, có tính thẩm mỹ, giáo dục cao. Thu Phương cũng là một trong những ca sĩ Việt Nam mở đầu thời kì hát lại các ca khúc tiếng Anh kinh điển và gây ấn tượng cho khán giả ở lối trình diễn cùng vũ đoàn, tạo sự khác biệt. Một số động tác trình diễn của cô trong giai đoạn này như lối đưa tay khum khum, cách đưa nâng gấu váy lên để múa, để áp má, kể cả để hôn, đã trở thành ấn tượng khó quên đối với khán giả.
Thời kỳ đầu của sự nghiệp, chúng tôi gắn liền tên tuổi, phong cách với lớp trẻ. Chúng tôi ảnh hưởng nhiều đến họ bởi những khát vọng, niềm tin tươi sáng của tuổi trẻ. Phải nói, đó là một giai đoạn ngọt ngào trong sự nghiệp, mà bây giờ mỗi khi nhắc lại, tôi cảm thấy mình đã sống và chia sẻ cùng khán giả của mình từng phút giây.— Thu Phương, trả lời phỏng vấn năm 2002

Từ cuối thập niên 1990 cho đến đầu thập niên 2000, Thu Phương thay đổi phong cách và nổi lên là một trong những ca sĩ tài năng của làng nhạc nhẹ Việt Nam. Chất pop ngày một được định hình thông qua các album thực hiện cùng các nhạc sĩ và nhà sản xuất nhạc nhẹ hàng đầu của Việt Nam vào thời điểm đó như Bảo Chấn, Nhật Trung, Quốc Bảo, Tường Văn, Anh Quân, Huy Tuấn, Đức Trí,... cùng nhiều buổi biểu diễn thành công trên toàn quốc. Mối lương duyên hợp tác cùng nhạc sĩ trẻ Việt Anh đã giúp cô củng cố và xây dựng chất pop ballad thương hiệu sau này. Theo Việt Anh, "[Thu Phương] là người thể hiện, vừa sáng tạo được ca khúc, vừa thể hiện được chất riêng của mình. Những vết thương tôi gửi gắm thì cô đều nhận ra. Trong bài hát của tôi thường có những chìa khóa, password, những bí mật chỉ thú vị với mình thì Thu Phương đều là người phát hiện điều ấy." Thu Phương cũng là một trong những giọng ca gắn liền với các sáng tác của nhạc sĩ Trần Quang Lộc với các ca khúc "Có phải em mùa thu Hà Nội", "Về đây nghe em", "Ngủ ngoan nhé ngày xưa" và "Cho tôi lại từ đầu". Ngoài ra, Phương cũng thể hiện thành công các sáng tác đầu tay của nhạc sĩ Võ Thiện Thanh như "Khúc xuân", "Khi mùa thu đến", "Quán cóc", "Hay là nụ hôn đầu tiên" và sau này là "Bông vạn thọ".
Sau khi sang Mỹ cư trú, Thu Phương bắt đầu hát nhiều hơn các dòng nhạc ballad và nhạc vàng phù hợp với thị trường âm nhạc tại đây. Hàng loạt album và các buổi biểu diễn của Thu Phương luôn được Dũng Taylor chăm chút để đạt hiệu quả cao nhất về nghệ thuật lẫn doanh thu. Dũng Taylor người có "khả năng phán đoán, phân tích nhu cầu thị trường, thị hiếu của khán giả" và trực tiếp thảo luận với cô ở góc nhìn của người thưởng thức. Hình ảnh của Thu Phương cũng thay đổi với mái tóc dài, những bộ trang phục được thiết kế trẻ trung, tinh tế nhưng không kém phần sang trọng... Thời điểm này, kỹ năng biểu diễn của cô cũng được khen ngợi với lối biểu diễn cuốn hút và khả năng làm chủ sân khấu.
Vào thập niên 2010, Thu Phương thực hiện và cho phát hành album Hà Nội & tôi, đĩa nhạc này cùng với chùm ca khúc "Có phải em mùa thu Hà Nội", "Không còn mùa thu", "Nỗi nhớ mùa đông", "Hà Nội 12 mùa hoa",... đã giúp Phương trở thành một trong những giọng ca gắn liền với các ca khúc về Hà Nội và nhiều người hâm mộ còn đặt biệt danh cho Thu Phương là "cô gái của mùa thu Hà Nội".
Phong cách nữ tính không chỉ trong trang phục mà còn trong trình diễn và kỹ thuật hát tiếp tục được nữ ca sĩ thể hiện sau khi trở về Việt Nam. Ngoài ra, cô cũng sáng tạo thêm với những động tác trên sân khấu cùng với một số vũ đạo và cơ mặt mang phong cách Anh-Mỹ.
Nhận xét về Thu Phương, ca sĩ Huy MC cho rằng cô "rất có năng khiếu, là người nắm bắt rất nhanh các kỹ thuật thanh nhạc. Chỉ cần nghe một nghệ sĩ nước ngoài xử lý ca khúc, Phương có thể học ngay được cách xử lý, luyến láy đó của họ", đồng thời đánh giá cao những chuyển biến theo thời gian, từ một Thu Phương "mộc mạc", "gần gũi", "sôi động" trở thành một Thu Phương "có sự sáng tạo hơn trong cách xử lý từng ca khúc", "đằm thắm", trưởng thành", "nhiều trải nghiệm".
Tôi không bao giờ lựa chọn chạy theo trào lưu hay sự chuyển động, biến đổi từng ngày của nền âm nhạc hiện đại, cái tôi muốn gắn kết khán giả là sự đồng cảm trong âm nhạc. Âm nhạc của tôi luôn đề cao ý nghĩa, ca từ trong bài hát, cũng như mỗi ca khúc là một chuyện đời, một thân phận mà tôi muốn chuyển tải tới khán giả.— Thu Phương, trả lời phỏng vấn VTV năm 2016

#### Thu Phương và âm nhạc Việt Anh
Tháng 2 năm 1997, để tuyển chọn ca khúc cho album tổng hợp Bốn giọng ca vàng, nhạc sĩ Nhật Trung đã giao cho Thu Phương thu âm ca khúc "Dòng sông lơ đãng" của Việt Anh tại phòng thu hãng đĩa Bến Thành Audio & Video. Sau đó, Phương được Nhật Trung đưa đến gặp Việt Anh lần đầu tiên trước thềm buổi lễ trao giải Làn Sóng Xanh.  Giai điệu này sau đó đã giúp cô có được hai giải thưởng quan trọng nhất của giải thưởng Làn Sóng Xanh cho "Top 10 ca sĩ được yêu thích nhất" và "Ca khúc được yêu thích nhất", "Đó là lúc khán giả biết đến tôi, âm nhạc của tôi gắn liền với Việt Anh và tôi định hình được dòng nhạc của mình, đúng với mình nhất". Thành công của ca khúc này, cùng sự hỗ trợ từ nhạc sĩ Nhật Trung, đã mở ra mối lương duyên hợp tác giữa Việt Anh và Thu Phương, khi cô chính là người trình bày thành công nhất các ca khúc của nhạc sĩ người Hà Nội: "Tình yêu tôi hát", "Những mùa hoa bỏ lại", "Đêm nằm mơ phố", "Chưa bao giờ", "Không còn mùa thu", "Nơi mùa thu bắt đầu", "Dường như là tình yêu", "Màu của lãng quên", "Hoa có vàng nơi ấy", "Mưa phi trường"...
Âm nhạc của Việt Anh được đánh giá là một chất nhạc lãng mạn, có một chút triết lý, "khá kén chọn", dựa theo cảm xúc. Bản thân Việt Anh từng chia sẻ "khi đưa cho Thu Phương hát thì tôi lại thấy hình như chúng thuộc về cô ấy" và các sáng tác của anh không chỉ dành cho giọng hát "mà còn cả cuộc đời đầy biến động" của Phương. Cho dù cả hai đều coi là "tri kỷ trong âm nhạc", họ "gặp nhau không thường xuyên nhưng có chung rung cảm trong âm nhạc. Có những thứ không cần nói ra, chỉ im lặng hiểu nhau." Thu Phương thì cho rằng "thấy bản thân mình trong những tác phẩm của nhạc sĩ Việt Anh". Đối với cô, âm nhạc của anh là một chất nhạc rất có tư duy, câu chuyện trong tác phẩm không giới hạn về không gian hay thời gian.
Tháng 7 năm 2016, Thu Phương là một trong những giọng ca chính tại chương trình Dòng sông lơ đãng kỷ niệm 20 năm sự nghiệp sáng tác của nhạc sĩ Việt Anh. Cô cũng trực tiếp đầu tư và sản xuất dự án phim tài liệu Theo dấu Vàng son hát các ca khúc của Việt Anh tại các địa điểm nơi Nam Phương Hoàng hậu từng ghé qua. Video tư liệu và album cùng tên được phát hành vào năm 2020. Tháng 10 năm 2022, Thu Phương phát hành album phòng thu đặc biệt mang tên 25 năm Thu Phương hát Việt Anh trong một chương trình đặc biệt tại Nhà hát Hòa Bình, Thành phố Hồ Chí Minh.

#### Diva Việt Nam
Thành danh từ khi còn trẻ, sở hữu phong cách riêng và xây dựng được một số lượng người hâm mộ nhất định, Thu Phương sớm được coi là gương mặt nghệ sĩ nữ mới tiêu biểu của làng nhạc nhẹ Việt Nam cùng với Thanh Lam, Hồng Nhung, Mỹ Linh và Trần Thu Hà. Ba nghệ sĩ đầu tiên từng thu âm cùng Thu Phương album tổng hợp mang tên Bốn giọng ca vàng (1997). Một số tranh cãi nổ ra khi vào khoảng đầu thập niên 2000, giới truyền thông trong nước nhắc tới khái niệm Diva Việt Nam. 
Có nhiều luồng quan điểm khác nhau về sự xuất hiện của Thu Phương trong danh xưng "Diva Việt Nam". Trần Thu Hà đánh giá Thanh Lam, Hồng Nhung, Mỹ Linh đã là "Diva" khi cô và Thu Phương lúc đó chưa có thành tựu gì. Trong khi đó, Mỹ Linh lại nhắc tới Thu Phương là thế hệ đi trước, khi cô và Bằng Kiều vẫn còn ngồi dưới xem Thu Phương trình diễn trong cuộc thi Giọng hát hay chuyên nghiệp (1991) và cho rằng Thu Phương không cần nhận danh hiệu này mới chứng tỏ đẳng cấp, vị trí trong làng nhạc Việt.
Nhạc sĩ Quốc Bảo bình luận nên đưa ra khái niệm "thế hệ Diva Việt Nam" và Thu Phương với những đóng góp của mình xứng đáng thuộc thế hệ này. Nhạc sĩ Dương Khắc Linh chia sẻ rằng anh không biết Thu Phương vì cô là thế hệ đi trước, tuy nhiên anh khẳng định "nếu chị Phương rất nổi tiếng, được nhiều người yêu thích và có nhiều bài hit thì hoàn toàn có thể gọi chị là Diva." Báo Vietnamnet nhận xét Thu Phương có ưu thế "nhả chữ khéo léo, tinh tế, xử lý bài hát tốt, cảm xúc" nhưng chưa có ảnh hưởng tới các thế hệ sau, trong khi Thanh Niên thì cho rằng Thu Phương chưa có cống hiến nổi bật.
Tranh cãi trong giới truyền thông tiếp tục gia tăng trong quá trình trước và sau buổi biểu diễn The Master of Symphony vào cuối năm 2015 khi Thu Phương là ca sĩ duy nhất trình bày các giai điệu cùng 4 ca sĩ được coi là Diva Việt Nam. Trả lời về vấn đề này, Thu Phương khẳng định không theo đuổi âm nhạc vì danh hiệu Diva, âm nhạc của cô khác với 4 nữ ca sĩ được phong Diva cũng như các tiêu chí xét danh hiệu này không phù hợp đối với trường hợp của cô. Với cô, chỉ có tình cảm yêu thương khán giả mới là niềm hạnh phúc đích thực. "Tôi chẳng nghĩ gì nhiều về điều này. Vì suy cho cùng là gì, là ai thì cũng đều phải cố gắng làm việc. Ai cũng có khả năng và giá trị riêng, ai cũng có khuyết điểm và yếu điểm. Cứ tập trung làm tốt nhất khả năng có thể để không bao giờ phải băn khoăn, hối tiếc."

## Đời tư

### Hôn nhân và con cái
Năm 1993, Thu Phương kết hôn với ca sĩ, nhạc công Huy MC (anh là mối tình đầu của cô). Họ từng là cặp đôi biểu tượng của thập niên 1990 và đã có 2 người con Nguyễn Duy Hải và Nguyễn Thanh Thảo. Ngày 15 tháng 1 năm 2003, cô và Huy đã chính thức ly hôn do khác biệt trong quan điểm chung và vì Huy ngoại tình.
Tại Mỹ, Thu Phương có mối quan hệ tình cảm với Clarence Dũng Taylor (bầu show và quản lý của cô). Năm 2008, Dũng Taylor thay mặt cô về Việt Nam đón Duy Hải và Thanh Thảo sang Mỹ đoàn tụ. Năm 2010, anh tiếp tục làm thủ tục bảo lãnh cho bố mẹ của Phương. Ngày 12 tháng 12 năm 2012, Thu Phương và Dũng Taylor tổ chức lễ đính hôn. Họ đã có hai người con Gia Bảo và Hailey Thanh Thủy Nguyễn dù chưa đăng ký kết hôn. Tuy nhiên, mãi cho đến ngày 8 tháng 5 năm 2023, Thu Phương và Dũng Taylor mới chính thức trở thành vợ chồng theo pháp luật Hoa Kỳ. Dũng Taylor chăm sóc gia đình khi cô biểu diễn.

### Tranh cãi
~ Thu Phương, trả lời phỏng vấn với Phụ Nữ, 2016
Năm 2001, Thu Phương lần đầu biểu diễn tại Mỹ. Tháng 2 năm 2003, cô quay trở lại làm thủ tục để định cư. Sau đó, Thu Phương và Huy MC giảm dần các hoạt động nghệ thuật và họ hủy hợp đồng với Nhà hát Tuổi trẻ, dẫn tới công văn cấm Huy MC xuất cảnh và Nhà hát quyết định thôi việc cho hai người vào đầu năm 2004. Vụ việc dẫn khiến Thu Phương, Huy MC và Bằng Kiều bị Cục Nghệ thuật biểu diễn yêu cầu dừng các hoạt động nghệ thuật, thu hồi các sản phẩm băng đĩa nhạc, trực tiếp làm các đơn vị kinh doanh âm nhạc lo ngại.
Trong thời gian Thu Phương định cư tại Mỹ, báo chí có ghi lại những phát ngôn, hình ảnh chính trị nhạy cảm của cô. Việt Báo dùng cụm từ "tiếng hát xổ lồng" để nói về trường hợp của Phương. Tháng 11 năm 2004, Bộ Văn hóa và Thể thao gửi công văn kiến nghị cấm sử dụng các sản phẩm âm nhạc của Thu Phương, Huy MC và Bằng Kiều tới mọi đơn vị trên toàn quốc. Người thân, khán giả và đồng nghiệp đều bày tỏ sự nuối tiếc khi Phương ra đi và những việc làm của cô. Phỏng vấn với đài RFA, nữ ca sĩ cho biết cô không muốn nhắc về biến cố này và để cho mọi thứ lắng xuống, cảm giác của cô là "buồn và mất mát".
Ban đầu, sự xuất hiện của Thu Phương tại hải ngoại cũng không suôn sẻ. BBC cho biết trong lúc truyền thông trong nước lên án Thu Phương, phía truyền thông tại hải ngoại cũng ủng hộ quan điểm chống nghệ sĩ trong nước ra nước ngoài biểu diễn, đặc biệt là ngay trên các sân khấu tại đây. Lý do tẩy chay ban đầu cũng là do bầu show và các nghệ sĩ hải ngoại không chấp nhận cô biểu diễn các ca khúc về Hà Nội. Ngoài ra, việc cô tư vấn cho Dũng Taylor mời ca sĩ Việt Nam sang Mỹ để biểu diễn theo diện trình diễn nghệ thuật chính thức, gây mất lòng giới nghệ sĩ Việt kiều, trong đó có cả vợ chồng Bằng Kiều – Trizzie Phương Trinh. Tuy nhiên, sau này mối quan hệ giữa họ dần được cải thiện.
Do hai con của Thu Phương vẫn ở Việt Nam, cô buộc phải liên lạc để người thân đưa hai con sang Thái Lan để được gặp. Sau khi biểu diễn cho một số chương trình của lãnh sự quán Việt Nam tại San Francisco, Thu Phương được phép trở về Việt Nam thăm người thân. Ngày 3 tháng 1 năm 2008, cô lần đầu được cấp phép để biểu diễn tại Việt Nam trên chương trình Duyên Dáng Việt Nam số thứ 19. Tiếp tục vào ngày 8 tháng 1, nữ ca sĩ đã có buổi trả lời phỏng vấn trên VnExpress: "Tất nhiên sẽ có những hệ lụy từ quyết định của tôi. Thời gian gần 5 năm đủ xa để tôi hiểu tận cùng ý nghĩa của nỗi nhớ và cảm thấy mình như đủ lớn để 'mong được bé lại'".
Năm 2009, Thu Phương từng bị tố biểu diễn trong chương trình Trở về... khi chưa được cấp phép tại Việt Nam.
Thu Phương còn từng vướng vào lùm xùm với các thí sinh trong giai đoạn làm huấn luyện viên trong chương trình truyền hình Giọng hát Việt mùa 3 (2015). Vụ việc được cho là 'chiêu trò' của thí sinh nhằm gây sự chú ý.

### Các hoạt động xã hội
Là một người tích cực tham gia các hoạt động xã hội, năm 2014, Thu Phương cùng Clarence Dũng Taylor làm từ thiện tại chùa Bồ Đề, Long Biên và sau đó họ đã kêu gọi ủng hộ từ các tổ chức, cá nhân từ hải ngoại. Năm 2015, ca sĩ đã về thăm Hải Phòng và có hoạt động từ thiện tại Mái ấm Thiện Giao tại Đồ Sơn. Năm 2016, Thu Phương trở thành đại sứ của quỹ Hiểu về trái tim (bản thân cô cũng mắc bệnh tim bẩm sinh). Tại đây cô đã có nhiều hoạt động quyên góp, gây quỹ cho các bệnh nhân. Đặc biệt, Thu Phương góp mặt trong video âm nhạc "We Are the Family" (2021) và biểu diễn trực tuyến trong chương trình Sing for Life, Sing for Love – Hát để sẻ chia nhằm gây quỹ giúp đỡ các hoàn cảnh khó khăn vượt qua Đại dịch COVID-19.

### Tài sản
Thu Phương cùng gia đình có bất động sản tại Irvine, California rộng 700 m2 và họ sở hữu siêu xe cùng nhiều bộ trang phục đến từ các nhà mốt nổi tiếng. Tại Việt Nam, họ có một căn chung cư.
Cô thường mặc các trang phục của các thương hiệu Roberto Cavalli, Alexander McQueen, Emilio Pucci, Salvatore Ferragamo và các thương hiệu thời trang thiết kế của Việt Nam.

## Danh sách đĩa nhạc
Album phòng thu
- Thà làm hạt mưa bay (1998)
- Một đời mây gió (1999)
- Chào em, chào xinh tươi (2000)
- Như chưa bắt đầu (2002)
- Đêm nằm mơ phố (2004)
- Như một lời chia tay (2005)
- Thời gian ơi (2005)
- Em ra đi mùa thu (2006)
- Điều cuối cùng đợi chờ (2007)
- Câu chuyện tình tôi (2008)
- Hà Nội & tôi (2012)
- Biển, nỗi nhớ và... em (2013)
- Phía nào đến chân trời (2014)
- Hội Trăng (2016)
- 25 năm Thu Phương hát Việt Anh (2022)

## Chương trình
Truyền hình
- VStar (2012–2014)
- Giọng hát Việt mùa 3 (2015)
- Ca sĩ giấu mặt (2017)
- Tình Bolero hoan ca (2017)
- Giọng hát Việt mùa 5 (2018)
- Trời sinh một cặp (2019)
- Và tôi vẫn hát (2020, 2022)
- Bài hát hay nhất mùa 3 (2022)
- Chị đẹp đạp gió rẽ sóng mùa 1 (2023)

## Buổi biểu diễn
- Không gian âm nhạc số 5: Lá khởi vàng chưa nhỉ? (2011)
- Live Concert: Mùa thu của Phương (2013, 2015 và 2016)[280]
- Live in Concert: Giữ lại hạnh phúc (2016)
- Live Concert Mùa thu của Phương – 25 năm Thu Phương hát Việt Anh (2022)